# 한웅렬
한웅렬(韓雄烈, 1981년 6월 28일 ~ )은 대한민국의 전직 스타크래프트 프로게이머이다. 아이디 [Kor]-oddysay, 종족은 테란이었다.

## 개요
2000년 여름에 데뷔한 1세대 프로게이머에 해당한다. 테란 대 테란전에서 인상적인 모습을 보이며 '테테전 최강'이라는 평가를 얻었는데, 정작 공식전에서는 테란 대 테란전에서 이렇다할 좋은 모습을 보인 적이 드물다. 오히려 가장 승률이 좋았던 것은 대 프로토스전으로 공식전 승률이 무려 65.7%에 달한다.(비공식전을 포함하면 60.2%) 대 프로토스전에서 강력한 메카닉을 활용해서 팬들로부터 큰 인상을 얻었다.
2001년 상반기 KOR에 입단하였다. 2002년 5월 제1차 ghem TV 스타리그에서 우승을 차지한 후 KTF 매직엔스로 이적하였다. 이후 2003년 6월 프로게이머 활동 중단을 선언하였다. 하지만 2003년 11월에 다시 복귀하였고, 4개월 뒤인 2004년 3월에 다시 은퇴하였다.

## 수상 경력
- 2000년 7월 CCGF 전주대회 준우승
- 2000년 11월 쉐르파배 스타크래프트오픈 16강
- 2001년 4월 2001 한빛소프트배 온게임넷 스타리그 16강
- 2001년 4월 월장원전 1위
- 2001년 6월 Lycos배 우승
- 2001년 8월 KTF배 준우승
- 2001년 10월 2001 KPGA 9월 투어 3위
- 2002년 2월 2002 KPGA 1차리그 8강
- 2002년 2월 2002 KPGA 4차리그 본선
- 2002년 5월 제1차 ghem TV 스타리그 우승
- 2002년 6월 2001 Nate배 온게임넷 스타리그 4위
- 2002년 10월 2001 SKY배 온게임넷 스타리그 16강
- 2003년 2월 2002 Panasonic배 온게임넷 스타리그 16강
- 2003년 4월 ghemTV 3차 스타리그 4위

## 트리비아
- 경기 중의 무표정한 표정으로 서지훈, 변길섭 등과 함께 이모티콘 ‘-_-’로 표현되곤 했다.